# Assembleia de Deus Campo de Campinas
Oficialmente Igreja Evangélica Assembleia de Deus - Ministério Madureira - Campo de Campinas é uma igreja associada a Convenção Nacional das Assembleias de Deus no Brasil, fundada em Goiânia, Goiás, na década de 1958. O nome se dá pelo setor da cidade onde situa-se a sede da igreja.

## História
A Assembleia de Deus chegou em Goiás na década de 1930, mas especificamente no ano de 1936 na cidade de Goiânia. A partir de 1958 o Pastor Albino Gonçalves Boaventura  passou a liderar a igreja, e desde então, a mesma expandiu sua área de atuação.
Em 2002, após o falecimento do Pastor Albino, assumiu a liderança da igreja o Bispo Oídes José do Carmo. Hoje está presente em várias cidades do país, e também possui missões internacionais, de forma que a igreja já conta com 420 congregações e mais de 60.513 membros. E além disso trabalha com missões na América do Sul,Europa e África.

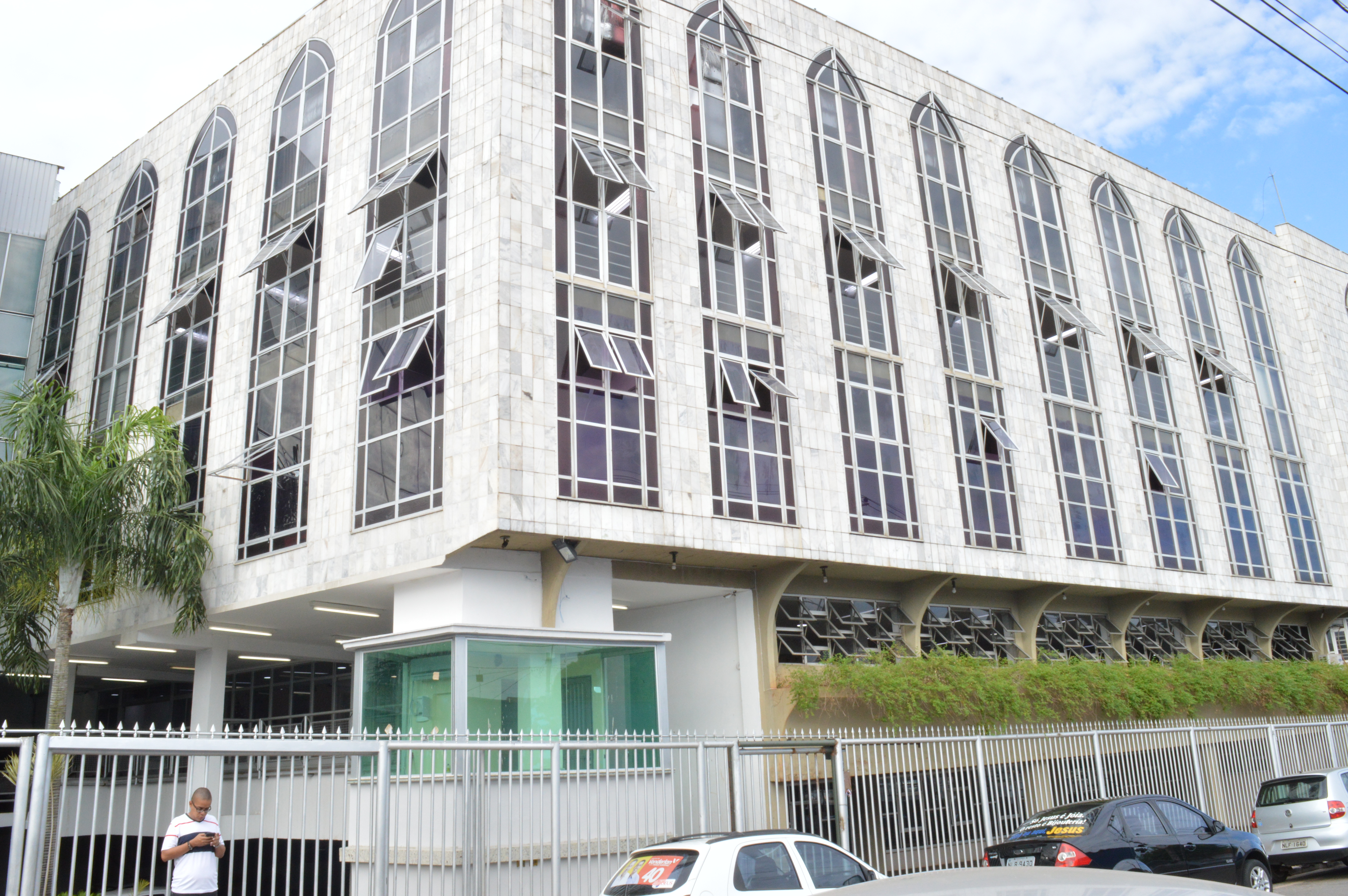
Templo Sede.

## Obras sociais
A igreja conta  a muito com a distribuição de alimentos e roupas a famílias de baixa renda. Mas além disso, cuida de de casas de recuperação para dependentes químicos em parceria com outras igrejas.

## Relações Inter eclesiásticas
A igreja participa da Convenção Nacional das Assembleias de Deus Ministério Madureira (CONAMAD) em âmbito nacional e em nível estadual da CONEMAD-GO. 
Atualmente o pastor presidente da igreja, preside também a convenção estadual.

## Eventos
A Assembleia de Deus Campo de Campinas é uma das igrejas organizadoras da União da Mocidade das Assembleias de Deus de Goiás (UMADEGO), que é um evento que ocorre anualmente na cidade de Goiânia em parceria com outras igrejas. 
A Igreja realiza anualmente a Marcha para Jesus em Goiânia, juntamente com a Assembleia de Deus Ministério Fama, Igreja Apostólica Fonte da Vida, Igreja Videira, Igreja Luz para os Povos, entre outras. 
O eventos contou em 2013 com a participação de mais de 220 mil pessoas.

## Diretoria
Diretoria da  Assembleia de Deus Campo de Campinas:
- Presidência: Bispo Oídes José do Carmo;
- Vice-presidência: Pastor Samoel César;
- Segunda vice-presidência: Pastor Enoque Vieira da Silva;
- Terceira vice-presidência: Pastor Elizeu Ferreira Lima;
- Quarta vice-presidência: Pastor Lucas Fernandes de Andrade;
- Quinta vice-presidência: Pastor Edmilson Lopes.

## Departamento de Comunicação Social e Mídias
Coordenação: Pastor Henrique Cesar Pereira
- Marketing: Diácono Daniel Machado Reis;
- Transmissão: Pastor Walter Cantares;
- Vídeo: Pastor Antônio Martins Alves Netho